# Parnassius acdestis
Parnassius acdestis är en fjärilsart som beskrevs av Grum-grshimailo 1891. Parnassius acdestis ingår i släktet Parnassius och familjen riddarfjärilar. Inga underarter finns listade i Catalogue of Life.

## Bildgalleri

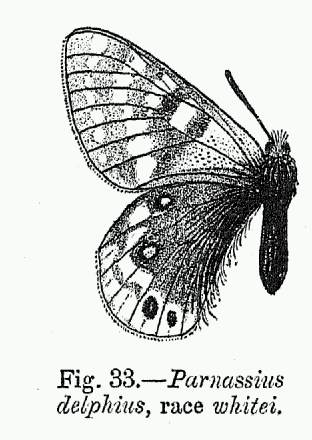
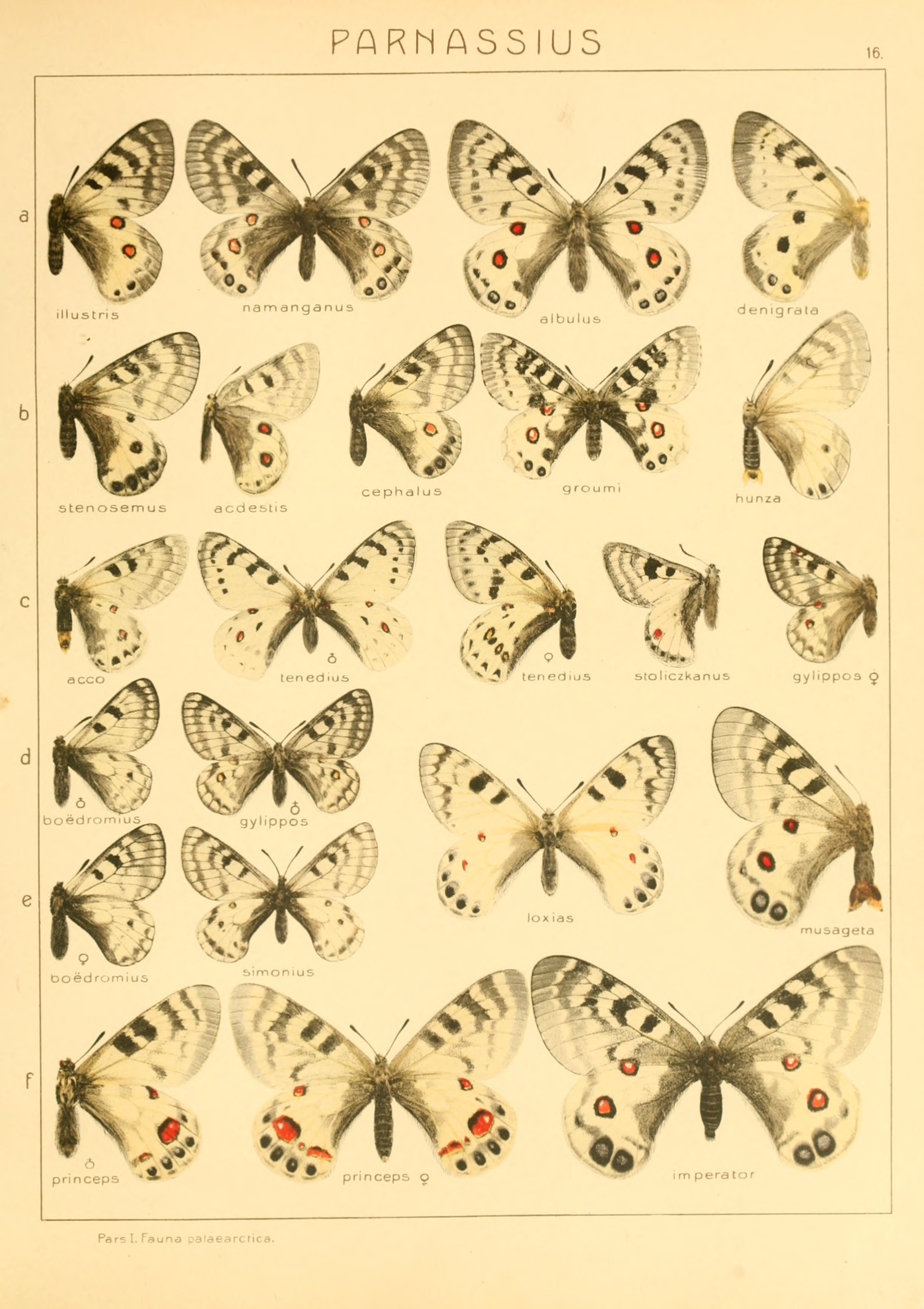
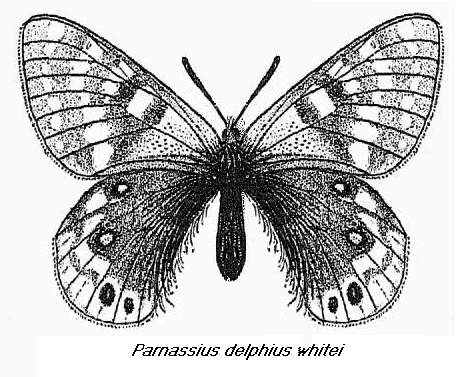